# Młyn Neumanna w Białej
Młyn Neumanna, pierwotnie młyn lipnicki – nieistniejący młyn zbożowy, który znajdował się w Białej (obecnie część Bielska-Białej) przy ulicy Komorowickiej 35. Pierwotnie młyn wodny zlokalizowany w granicach wsi Lipnik, którego historia sięga przełomu XV i XVI wieku, przebudowany w latach 60. XIX wieku przez Roberta Kolbenheyera na napęd parowy, a w roku 1873 przejęty przez rodzinę Neumannów, która przekształciła go w zakład o profilu wielkoprzemysłowym. Spłonął 6 września 1946 i nie został już odbudowany. 

## Historia

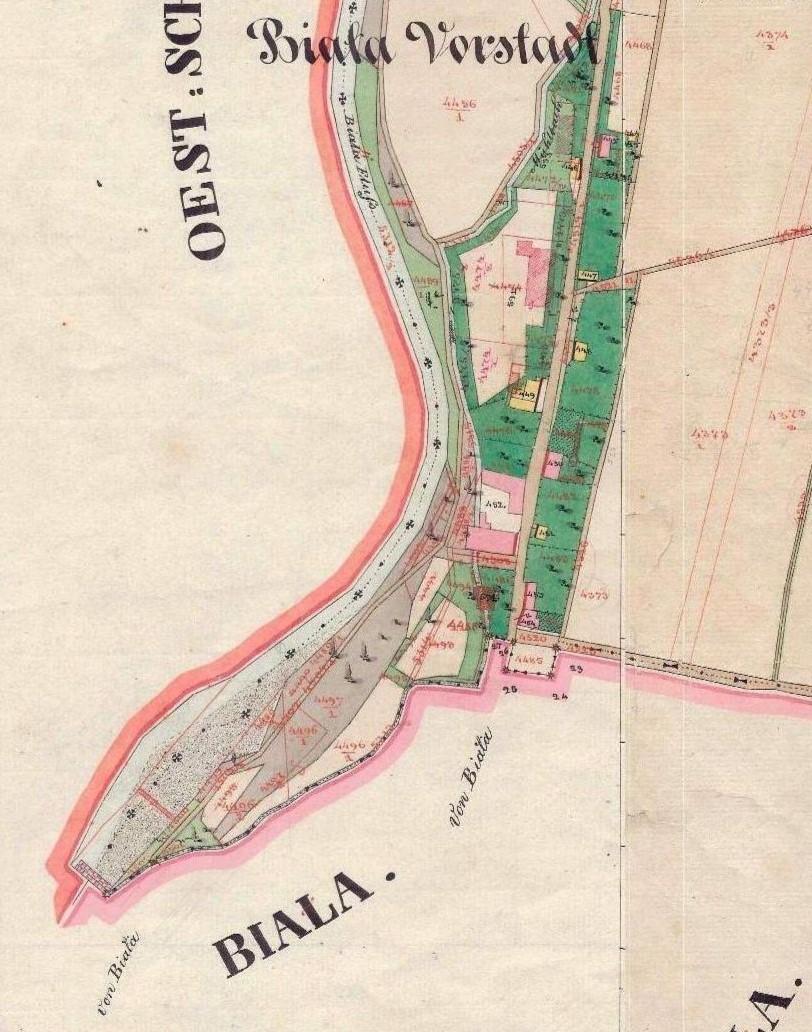
Młyn i jego otoczenie na mapie katastralnej „wsi Lipnik wraz z osadami Biała Przedmieście i Leszczyny” z 1845. Widoczna młynówka i biegnąca po niej granica z miastem Biała.

Pierwsza wzmianka o młynie usytuowanym w tym miejscu pochodzi z roku 1508, ze sporządzonego wówczas inwentarza dóbr królewskich w księstwie oświęcimskim. Znajdował on się nad rzeką Białą (Białką), w tej części Lipnika, która przestrzennie tworzyła od XVIII wieku Przedmieście Komorowickie miasta Białej i w 1832 weszła w skład osobnej gminy Przedmieście Biała (Vorstadt Biala), formalnie włączonej w granice miasta czterdzieści lat później (aczkolwiek do dziś należy do obrębu ewidencyjnego Lipnik). Obsługująca go młynówka stanowiła na pewnym odcinku granicę między miastem a przedmieściem, jej przebieg kopiuje także współczesna granica obrębów ewidencyjnych.
Młyn lipnicki, jak nazywany jest w źródłach, stanowił początkowo własność królewską i był oddawany miejscowym młynarzom w dzierżawę. W latach 1606–1669 prowadziło go kilka pokoleń rodziny Janowskich, po czym na kolejne ponad sto lat przeszedł w ręce rodziny Łukowiczów. Z przełomu XVIII i XIX wieku znane są nazwiska kolejnych zarządców bądź prywatnych już właścicieli: Jakub Dziech, Maciej Wojciechowski, Benjamin Winkler, August Winkler, Robert Kolbenheyer. Ten ostatni nabył nieruchomość w 1861 i w kolejnych latach przekształcił dotychczasowy młyn wodny w młyn parowy. 

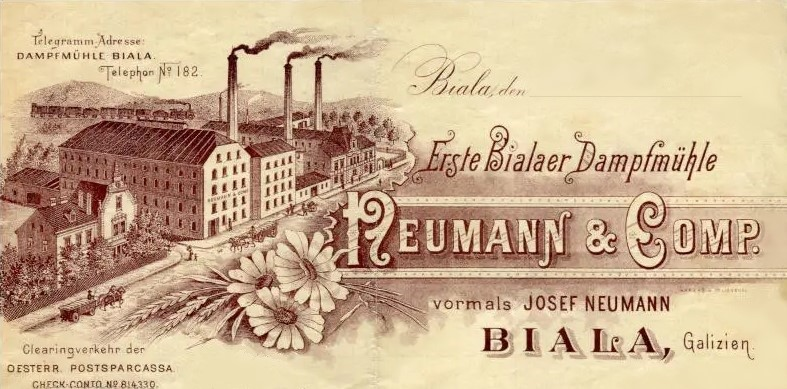
Karta korespondencyjna firmy Neumann & Comp. z ostatniej dekady XIX wieku z wizerunkiem młyna w ówczesnym kształcie

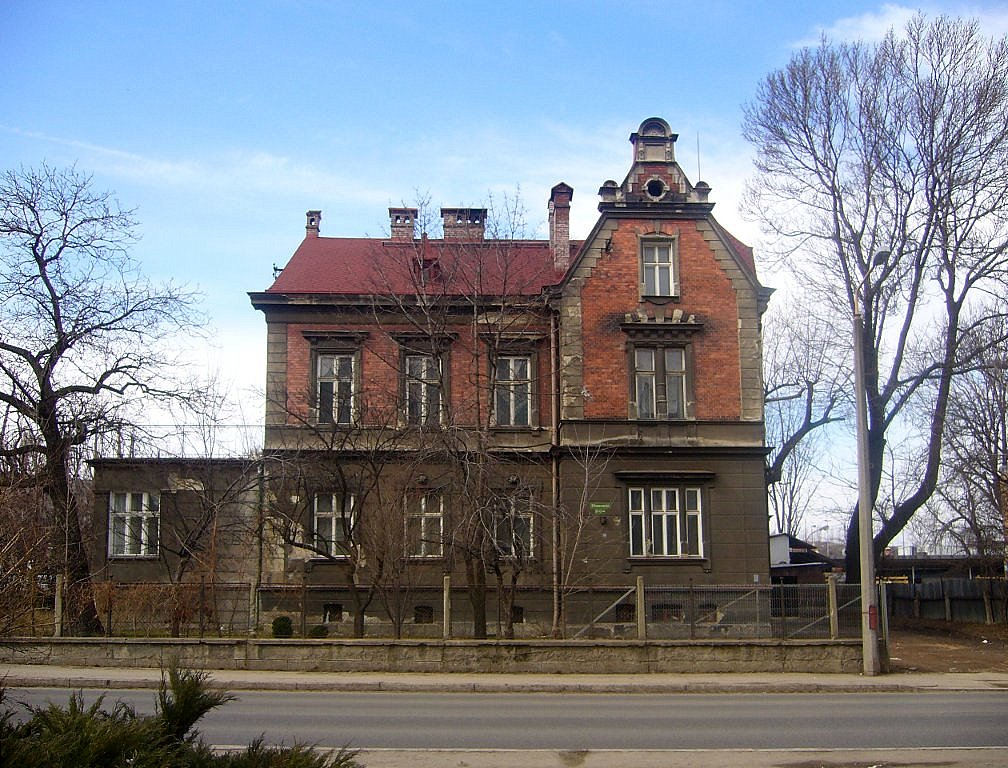
Sąsiadująca z dawnym młynem willa wzniesiona w 1891 dla Josefa Neumanna – stan w 2010

W 1873, po bankructwie Kolbenheyera, młyn zakupił Albert Neumann, przedstawiciel żydowskiej rodziny osiadłej w Bielsku dwanaście lat wcześniej, założyciel przędzalni lnu w miejscu dzisiejszej Galerii Sfera. Po śmierci Alberta w czerwcu 1874 przedsiębiorstwo przejął jego syn Josef Neumann. W 1887 młyn uległ pożarowi, został jednak odbudowany i rozbudowany według planów Carla Korna. Od 1896 działał jako spółka Neumann & Comp., w której pierwotnymi udziałowcami byli synowie Josefa, Louis i Albert, oraz ich wuj Michael. Kolejna rozbudowa zakładu miała miejsca w latach 1910–1912 – wystawiono wtedy nowy trzykondygnacyjny budynek zachodni oraz znacząco rozbudowano skrzydło wschodnie mieszczące silosy zbożowe. Wówczas kompleks zabudowań uzyskał postać, jaką miał zachować do końca swojego istnienia. Od 1925 oficjalna nazwa firmy brzmiała Neumann i Ska Młyny Parowe. Zatrudnionych w niej było – według stanu na rok 1938 – 75 robotników, trzech techników i 11 urzędników.
W latach II wojny światowej młyn przejął na własność wskutek przymusowej „aryzacji” dotychczasowy dyrektor Carl Kühn. Zakład funkcjonował pod nazwą Bielitzer Dampfmühle Kühn & Co. Po wojnie powrócił do prawowitych właścicieli, ale już 26 października 1945 został objęty przymusowym zarządem państwowym. Był to wówczas największy młyn parowy w powiecie bialskim i jeden z największych w ówczesnym województwie krakowskim. Zatrudnionych w nim było 114 osób, a średnia zdolność produkcyjna wynosiła 83 tony na dobę.

### Pożar w 1946 roku
6 września 1946 około godziny 17 w młynie wybuchł pożar, który doprowadził do kompletnego zniszczenia obiektu. W wielogodzinnej akcji gaśniczej połączonej z ratowaniem maszyn i zgromadzonych zasobów zboża brały udział 34 jednostki strażackie, a także ludność cywilna. Ofiar w ludziach nie było, straty materialne oszacowano natomiast na dwa miliony złotych. Uporządkowywanie pogorzeliska trwało kilka kolejnych tygodni. Miejscowe zakłady przemysłowe objęto nakazem oddelegowania swoich pracowników w tym celu, do pracy wezwano ponadto wszystkich bezrobotnych. W szczytowym okresie na pogorzelisku pracowało codziennie około 150 osób. Według relacji świadków historii miało przy tej okazji dochodzić również do aresztowań i przymusowych wywózek, a ruiny młyna stały się czymś w rodzaju obozu pracy. Przymusowy udział w pracach porządkowych po pożarze, któremu towarzyszyły liczne akty przemocy, zapisał się szczególnie silnie w pamięci zbiorowej Wilamowian jako element celowych represji wobec tej grupy ludności.
Zgodnie z przeprowadzonym później dochodzeniem przyczyną pożaru miało być „zatrzymanie się pasa w elewatorze młyna żytniego, który w dniu wybuchu pożaru był nieczynny – mimo tego nie wyłączono transmisji”. Jednocześnie wykryto wiele innych uchybień towarzyszących funkcjonowaniu młyna w poprzedzającym katastrofę okresie: produkcja mąki poniżej określonych norm, wydawanie pracownikom mąki poza deputatami oraz ukrywanie zapasów mąki i zboża. Doprowadziło to do aresztowania dyrektora, dwóch kierowników technicznych oraz trzech młynarzy. Zajmowano się także kwestią „działania na szkodę Państwa” przez bialskie władze samorządowe, którym zarzucano, że przez półtora roku nie dokonały naprawy połączenia wodociągowego z Bielskiem zniszczonego przy wysadzeniu mostu Monniera (w ciągu ulicy Mostowej) w lutym 1945, co tym bardziej utrudniło akcję gaśniczą. Aresztowano kierownika oddziału wodociągów w Zarządzie Miejskim, a na krótko również samego burmistrza Białej Franciszka Hrapkowicza i jego zastępcę Rudolfa Klimczaka. Według niektórych historyków sprawa miała szerszy kontekst, a prawdziwym motywem aresztowania przedstawicieli władz była próba ich zastraszenia i skompromitowania, aby uzasadnić konieczność jak najszybszego połączenia Bielska i Białej w jeden organizm miejski.
Pomimo podjęcia przez radę miejską w dniu 27 września 1946 uchwały o konieczności odbudowy młyna i czynionych w tym kierunku przygotowań, do odbudowy nigdy nie doszło. W lipcu 1947 Wojewódzka Komisja ds. Upaństwowienia Przedsiębiorstw w Krakowie wycofała młyn z listy obiektów przeznaczonych do upaństwowienia jako przedsiębiorstwo „nieposiadające zdolności przemiałowej”, faktycznie zamykając drogę do jego odbudowy.

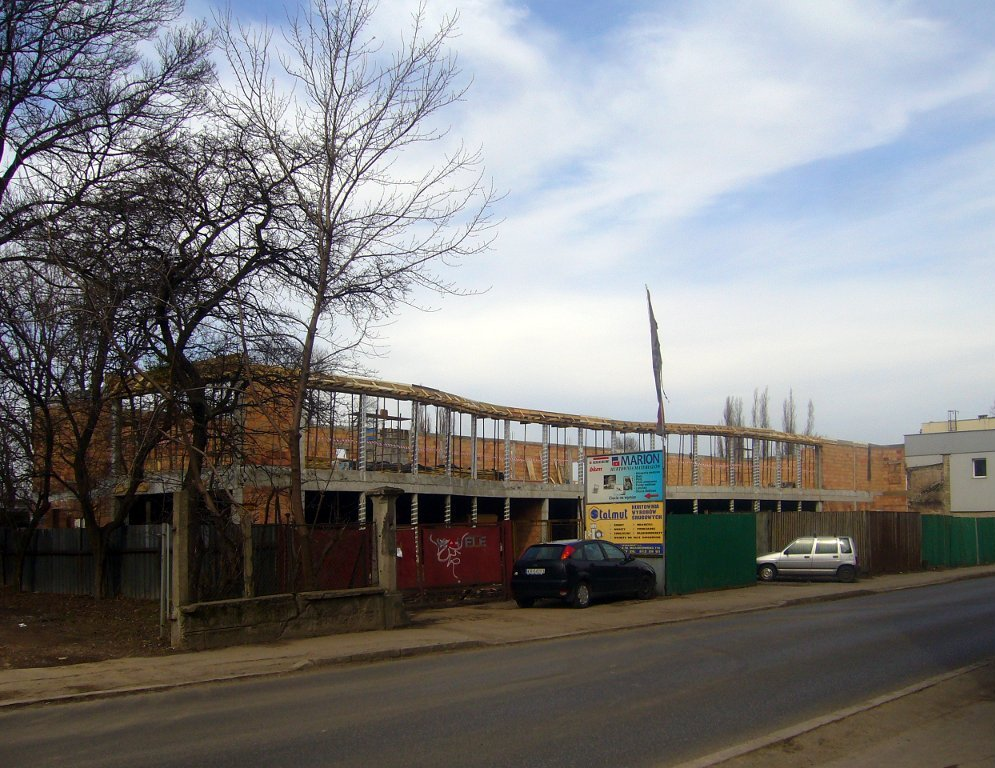
Budowa salonu meblowego Marion – marzec 2010

W miejscu młyna powstały później nowe zabudowania przemysłowe o innym przeznaczeniu. Adres Komorowicka 35 wymieniany jest w prasie z końca lat 50. XX wieku jako siedziba Spółdzielni Pracy Budowlano-Montażowej, w 1965 mieściła się tam Spółdzielnia Pracy „Montaż”, a od połowy lat 70. przez ponad dwie dekady – Budowlana Spółdzielnia Pracy „Bielsbud”. Po jej likwidacji i rozbiórce także tych zabudowań powstał w tym samym miejscu w 2010 salon meblowy Marion.